# 下哇寺
下哇寺，位于中国青海省互助县五十乡下哇台村，为青海省市县级文物保护单位，公布日期为1999年12月13日，类型为古建筑。
下哇寺的历史年代为明。